# نظریه ادبی
نظریه ادبی (به انگلیسی: Literary theory) به معنای بررسی نظام‌مند ذات ادبیات به‌عنوان پدیده‌ای فرهنگی و نیز به معنای شیوه‌های تحلیل ادبیات است. رشته دانشگاهی مرتبط با این مفهوم، تلفیقی است از زیبایی‌شناسی و زبان‌شناسی و البته دیگر رشته‌های حوزه علوم انسانی و به همین خاطر آن را دانشی بین‌رشته‌ای (Interdisciplinary) دانسته‌اند. نظریه زبان ادبی را گاه به اشتباه «بوطیقا» می‌گویند، اگرچه بوطیقا معنی دیگری دارد.
نظریه ادبی در معنای مدرن آن اشاره به رویکردهای ادبی نوینی دارد که از اواسط دهه ۱۹۶۰ آغاز شده و پیش‌فرض‌های سنت ادبی کهن را مورد انتقاد قرار می‌دهد. بر طبق نظریات جدید، خوانش متن بخشی از تولید متن است؛ به عبارت دیگر، برخلاف گذشته که مؤلف اثر دارای اهمیت بود، اثر ادبی نمی‌تواند در مرحله خلق اولیه باقی بماند، بلکه خلق ثانویه آن در مرحله خوانش روی می‌دهد و مخاطبین اثر هستند که به متن، معنی می‌دهند.